# 조지 오브 정글 2
《조지 오브 정글 2》(영어: George of the Jungle 2)는 미국과 오스트레일리아에서 제작된 데이비드 그로스먼 감독의 2003년 가족 코미디 모험 비디오 영화이다. 1997년 영화 《조지 오브 정글》의 속편이다. 크리스토퍼 샤워먼 등이 출연하였고, 그레그 호프먼 등이 제작에 참여하였다.

## 출연진
실물
- 크리스토퍼 샤워먼
- 줄리 벤즈
- 토머스 헤이든 처치
- 크리스티나 피클스
- 앵거스 T. 존스
- 존 커시어
- 마진 홀든
- 에리카 헤이내츠
- 폴 웨인
- 피타 서전트
- 조던 커너
- 오드리 웰스
- 데이비드 호버먼

목소리
- 존 클리즈
- 마이클 클라크 덩컨
- 존 커시어
- 케빈 그로이터트
- 케빈 마이클 리처드슨
- 트레스 맥닐
- 디 브래들리 베이커
- 키스 스콧

## 기타 제작진
- 공동 제작: 대니얼 제이슨 헤프너
- 배역: 에이미 리펀스, 앤 로빈슨
- 미술: 스튜어트 번사이드
- 의상: 진 턴불
- 제작 관리: 지나 블랙
- 조감독: 이언 “시슬” 소번